# Урга — територія кохання
«Урга — територія кохання» (рос. Урга — территория любви) — спільний радянсько-французький кінофільм 1991 року.

## Сюжет
«Урга» — це петля на кінці жердини, яким монгольські скотарі відловлюють тварин.
Для тих, хто живе в степу, Урга — символ любові, усамітнення і сили в безкрайніх її теренах.
Встромлена в землю поруч з юртою Урга — оголошення про зачаття нової людини, нового монгола.
Здалеку побачивши цей шест, монгол не під'їде до юрти, дочекається віддалік, поки жердина не буде прибрана, щоб не вторгатися на територію любові.
Молода монгольська пара, що живе в степу Внутрішньої Монголії на півночі Китаю, за законами не може мати більше трьох дітей. Але троє у них вже є. Тоді Пагма посилає чоловіка в місто за презервативами. Він їде в місто разом з російським шофером (Володимир Гостюхін). Замість презервативів Гомбо купує телевізор, кепку, велосипед і, повернувшись додому, встромляє в землю жердину.

## У ролях
- Бадема — Пагма, дружина Гомбо / дружина Чингісхана
- Байярту — Гомбо, скотар
- Володимир Гостюхін — Сергій, шофер вантажівки
- Ван Цзіянг — Байярту, місцевий дивак / Чингісхан
- Бао Юнгян — Бурма, дочка Гомбо і Пагми
- Вурінил — Боуін, син Гомбо і Пагми
- Бабуся — бабуся Бурми і Боуіна, мати Гомбо
- Ван Бяо — Ван Бяо, китайський піаніст
- Бао Цзиньшэнь
- Микола Ващилін — Микола Миколайович, приятель Сергія
- Лариса Кузнецова — Марина, дружина Сергія
- Ян Бочінскій — Станіслас
- Микита Міхалков — камео (велосипедист на вулиці китайського міста)

## Нагороди
- «Золотий лев» Венеційського кінофестивалю (1991)
- Державна премія Російської Федерації (1993)[2]
- Премія «Ніка» за найкращу режисуру (1993)
- Номінація на премію «Золотий глобус» у категорії «Найкращий фільм іноземною мовою»

## Цікаві факти
- У 1993 фільм номінувався на «Оскара» в категорії «Найкращий фільм іноземною мовою», але програв фільму «Індокитай».